# Conseil d'État du canton de Thurgovie
Pour les autres articles nationaux ou selon les autres juridictions, voir Conseil d'État.
Le Conseil d'État du canton de Thurgovie (en allemand : Regierungsrat des Kantons Thurgau) est le gouvernement du canton de Thurgovie, en Suisse.

## Description
Le Conseil d'État est une autorité collégiale, composée de cinq membres. Il siège à Frauenfeld.
Chaque conseiller d'État est à la tête d'un département (en allemand : Departement). Les départements portent les noms suivants :
- Département de l'intérieur et de l'économie (Departement für Inneres und Volkswirtschaft)
- Département de l'éducation et de la culture (Departement für Erziehung und Kultur)
- Département de la justice et de la sécurité (Departement für Justiz und Sicherheit)
- Département des constructions et de l'environnement (Departement für Bau und Umwelt)
- Département de l'économie (Volkswirtschaftsdepartement)
- Département des finances et des affaires sociales (Departement für Finanzen und Soziales).

## Élection et durée du mandat
Les membres du Conseil d'État sont élus au scrutin majoritaire à deux tours pour une période de quatre ans.
Le président et le vice-président sont élus pour un an par le Grand Conseil. Ils prennent leurs fonctions le 1er juin et les remettent le 31 mai suivant. Le président n'est pas directement rééligible.

## Membres pour la législature 2024-2028
Élection du 7 avril 2024:
- Dominik Diezi (Le Centre)
- Walter Schönholzer (PLR)
- Urs Martin (UDC)
- Denise Neuweiler (UDC)
- Sonja Wiesmann Schätzle (PS)

## Membres pour la législature 2020-2024
Élection du 15 mars 2020:
- Carmen Haag (PDC/Le Centre), Département des constructions et de l'environnement
- Monika Knill-Kradolfer (UDC), Département de l'éducation et de la culture. Présidente de juin 2021 à 2022[7]
- Cornelia Komposch-Breuer (PS), Département de la justice et de la sécurité
- Urs Martin (UDC), Département des finances et des affaires sociales
- Walter Schönholzer (PLR), Département de l'intérieur et de l'économie. Président en 2020-2021[9]

## Histoire
La première femme à accéder au Conseil d'État est Vreni Schawalder (PS), le 1er juin 1998. La deuxième à y accéder et la première à en être élue présidente est Monika Knill (UDC), le 1er juin 2012.

### Bases légales
- Constitution du canton de Thurgovie (Cst./TG) du 16 avril 1987 (état le 17 septembre 2020), RS 131.223.
- Geschäftsreglement des Regierungsrates (GRR/TG) du 19 décembre 1989, TG 172.1